# Lindbergs domänreservat
Lindbergs domänreservat var ett naturreservat i Mariestads kommun i Västergötland. Området uppgick 2013 i Vristulvens naturreservat vid dess bildande.

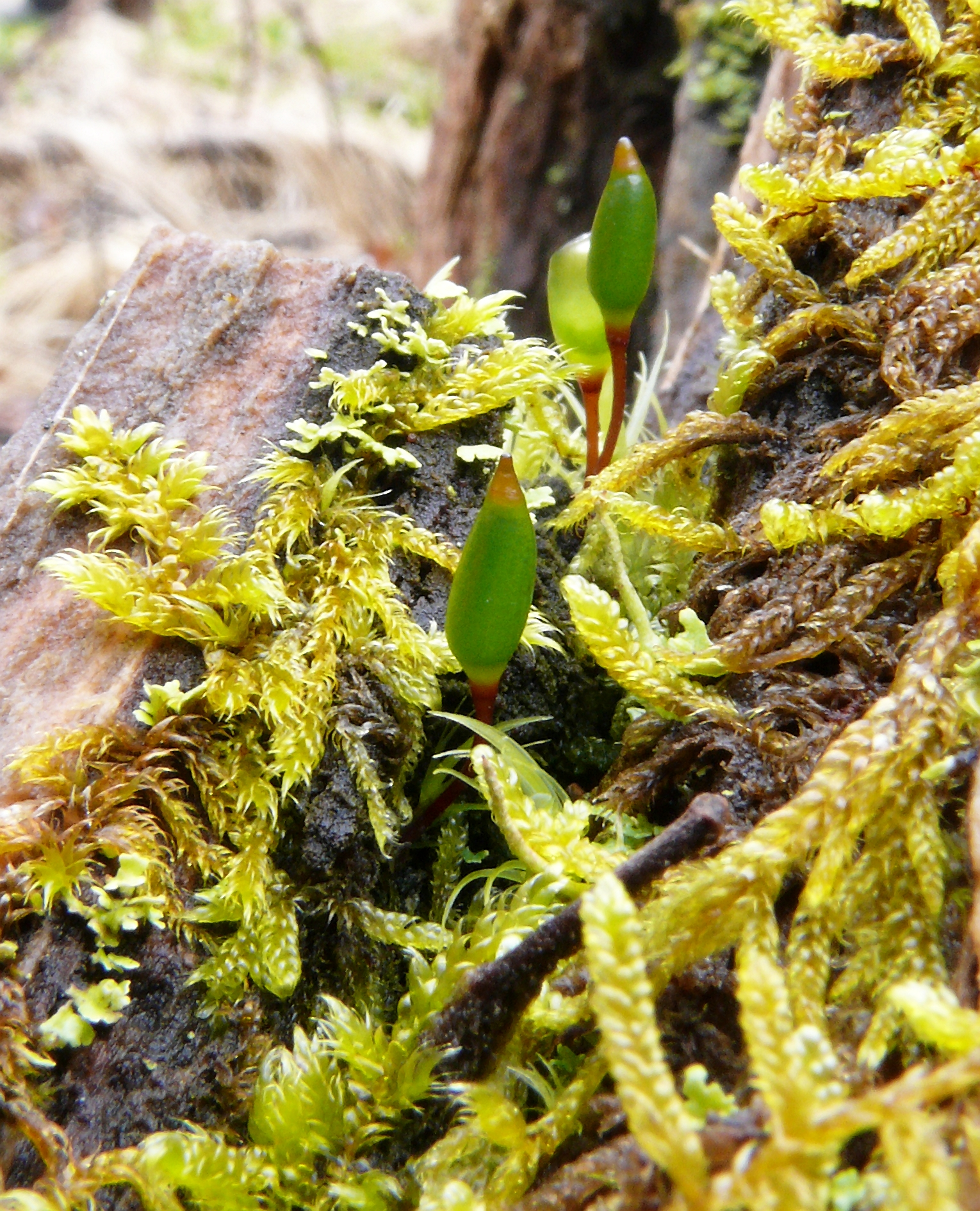
Grön sköldmossa

Reservatet var två hektar stort och skyddat sedan 1996. Det är beläget sex km sysydväst om Lugnås kyrka och omsluts av Vristulvens naturreservat. Området består av gammal orörd barrskog. Tallarna är upp mot 150-200 år gamla och granarna 100-150 år. Det finns gott om döda träd. Området utgörs av stenbunden och blockig morän.
Växtligheten är artfattig men det finns några sällsynta mossor som till exempel vedtrappsmossa och grön sköldmossa.
Området ingår i EU:s ekologiska nätverk av skyddade områden, Natura 2000.